# Podul Øresund
Podul Øresund sau Öresund (în daneză Øresundsbroen, în suedeză Öresundsbron) este un pod-tunel feroviar și rutier peste strâmtoarea Øresund.
Podul are o lungime de aproape 8 km (5 mile) de pe malul Suediei către insula artificială Pepparholm, care se află în mijlocul strâmtorii. De pe această insulă drumul continuă prin tunel 4 kilometri către insula daneză Amager. Podul Öresund este cel mai lung pod rutier și feroviar din Europa care conectează două zone metropolitane importante: cele ale capitalei daneze Copenhaga și ale orașului Malmö, al treilea ca mărime din Suedia. În plus, Podul Öresund leagă rețelele rutiere și feroviare din Scandinavia cu cele din Europa Centrală și de Vest.
Drumul european E20 traversează acest pod-tunel și împreună cu Storebæltsforbindelsen - podul care leagă insulele daneze Zealand, Funen și peninsula Iutlanda – cele două construcții leagă Europa Centrală și de Europa de Vest cu Scandinavia. Podul Öresund a fost proiectat de firma arhitecturală daneză Dissing+Weitling.
Justificarea pentru cheltuielile ridicate și complexitatea de a săpa un tunel pentru o parte din drum este faptul că în apropiere se află Aeroportul Internațional din Copenhaga, iar din această cauză pentru a nu exista probleme cu traficul aerian a fost nevoie ca o parte din șosea să traverseze strâmtoarea pe sub apă. De asemenea, alte motive importante care au contribuit la construirea tunelului au fost pentru a oferi un spațiu mai mare navelor care traversează stramtoarea și pentru a evita iarna ca sloiurile de gheață să blocheze strâmtoarea. Podul Oresund trece frontiera dintre Danemarca și Suedia. În conformitate cu Acordul de la Schengen și Uniunea Nordică a Pașapoartelor există, de obicei, controale vamale aleatorii la intrarea în Suedia, dar nu și la intrarea în Danemarca.
Podul Oresund a primit în 2002 premiul Outstanding Structure Award.

## Istorie
Construcția podului Øresund a început în 1995 și a fost finalizat 14 august 1999. Prințul Frederik al Danemarcei și prințesa Victoria a Suediei s-au întâlnit la jumătatea podului-tunel, pentru a sărbători finalizarea acestuia la 14 august 1999. Deschiderea sa oficială a avut loc la data de 1 iulie 2000, cu Margareta a II-a a Danemarcei și Carl Gustaf al XVI-lea al Suediei ca gazde ale ceremoniei. Podul-tunel a fost deschis circulației rutiere în aceeași zi. La 12 iunie 2000, cu două săptămâni înainte de inaugurare, 79.871 de alergători au concurat în Broloppet, un semi-maraton ce a avut startul în Amager, Danemarca și finalul în Skåne, Suedia. 
În ciuda a două situații care au îngreunat construcția tunelului - descoperirea a 16 bombe neexplodate din Al Doilea Război Mondial situate pe fundul mării și construirea unui segment de tunel incorect - acesta a fost terminat cu trei luni înainte de termenul de finalizare.
La început numărul celor ce traversau podul nu a fost așa de mare cum se aștepta, probabil din cauza taxelor de trecere ridicate. Începând din anul 2005 a existat o creștere semnificativă a traficului. Acest lucru a fost cauzat în principal de danezii care s-au mutat în Malmö și care traversau zilnic podul pentru a ajunge la servici în Danemarca. În 2012 traversarea cu mașina costa 310 DKK, 375 SEK sau 43€ iar pentru călătorii ce traversau podul mai des existau reduceri de până la 75%. În 2007 aproape 25 de milioane de oameni au călătorit peste Podul Øresund: 15,2 milioane cu mașina și cu autobuzul și 9,6 milioane cu trenul. Până în anul 2009 cifra a crescut la un total de 35,6 milioane de călători cu mașina, autocarul sau cu trenul.

## Nume
În Danemarca și Suedia, podul este adesea menționat ca Øresundsbroen, respectiv  Öresundsbron. Numele oficial al podului-tunel este Øresundsbron, o combinație între suedeză și daneză.

## Caracteristici

### Podul

Pe pod

Având 3.739 m, podul acoperă jumătate din distanța dintre Suedia și insula daneză Amager(Danemarca). Structura de rezistență are o masă de 82.000 de tone și susține patru benzi rutiere sub care se află două șine de cale ferată. La fiecare 140 m de pe țărm și până la 3000 m în larg podul este susținut de piloni de beton. Cele două perechi de turnuri care susțin cablurile de oțel ating înălțimea de 204 m și distanța dintre ele este de aprox 500m. Intervalul principal, de aprox. 500m lungime și 57 m înălțime permite vapoarelor să treacă pe sub pod. Chiar și așa, majoritatea căpitanilor preferă să treacă pe deasupra tunelului Drogden, ocolind podul. 

### Insula Pepparholm

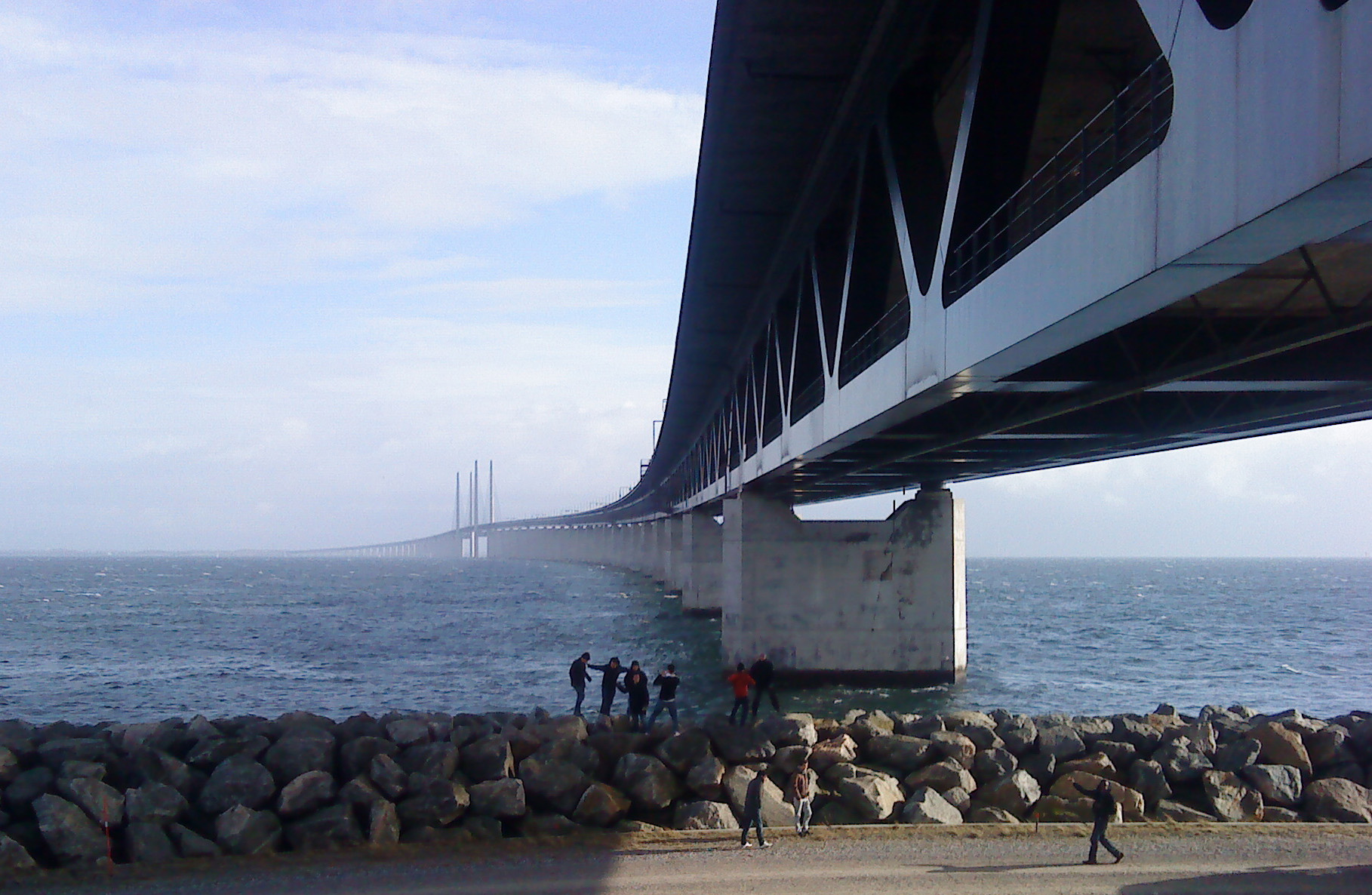
Podul văzut de pe insula Pepparholm

Podul continuă prin tunelul Drogden de pe insulă artificială Pepparholm (Peberholm). Insula naturală Saltholm, ce avea dimensiuni foarte mici, a fost transformată în insula care astăzi face legătura dintre pod și tunel. Pepparholm are aproximativ 4 km (2,5 mile) lungime, o lățime medie de 500 m și înălțimea de 20 metri.

### Tunelul Drogden

Sectiunile tunelului Drogden

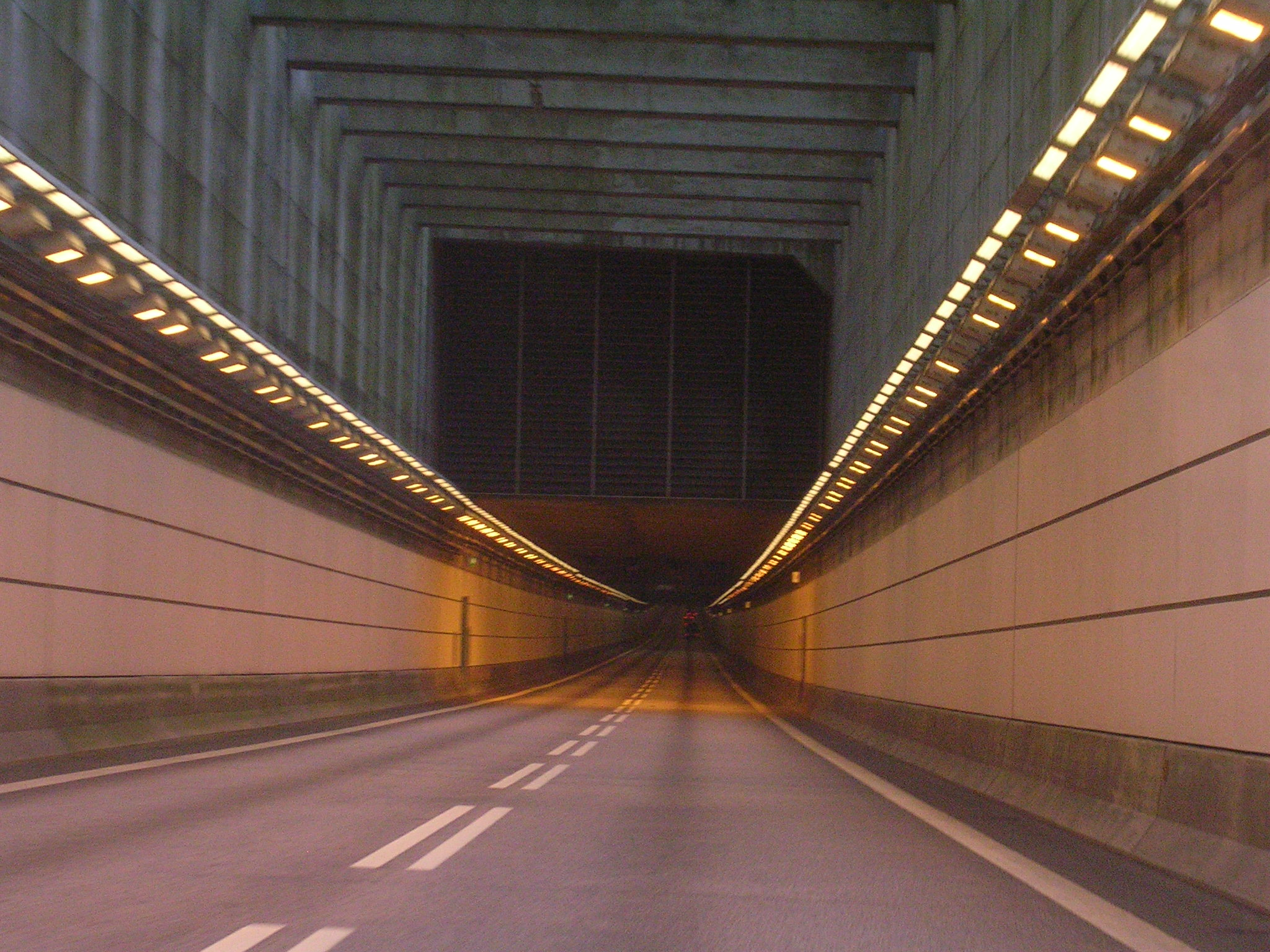
Intrarea în tunel

Legătura dintre insula artificială Pepparholm și insula Amager - cea mai populată insulă a Danemarcei - este realizată prin tunelul Drogden (Drogdentunnelen). Tunelul are o lungime de 4050 m dintre care 3510 m sub apă și 270 m la porțiunile de intrare în tunel la fiecare capăt. Tunelul este realizat din 20 de segmente prefabricate din beton armat – cele mai grele din lume cu 55.000 tone fiecare - montate într-un șanț săpat pe fundul mării. Prin două secțiuni ale tunelului trec șinele de cale ferată, paralele cu cele două secțiuni prin care trec benzile rutiere. Între cele două benzi rutiere există și o secțiune prevăzută pentru situații de urgență.

## Transportul feroviar
Transportul feroviar este gestionat în comun de către companiile SJ, SB, Skånetrafiken și Agenția de transport Daneză. O serie de trenuri de mari viteză au fost incluse pe traseele care duc de la Copenhaga în Malmö și sudul Suediei sau chiar până la Göteborg, Kalmar și Stockholm. SJ operează trenurile InterCity X2000 cu conexiuni către Göteborg și Stockholm. Prin gara de la Aeroportul Copenhaga trec la fiecare 20 de minute trenuri spre Suedia sau Danemarca în timpul zilei și o dată pe oră în timpul nopții în ambele direcții. 
Tronsonul de cale ferată de pe pod si de pe tunel are linie dublă, cu ecartament standard (1435 mm) și permite viteze mari de până la 200 de kilometri pe oră (120 mph). 
Trenurile care vin din Suedia spre Danemarca călătoresc pe linia stângă, iar cele dinspre Danemarca spre Suedia pe linia dreaptă. 

## Cost

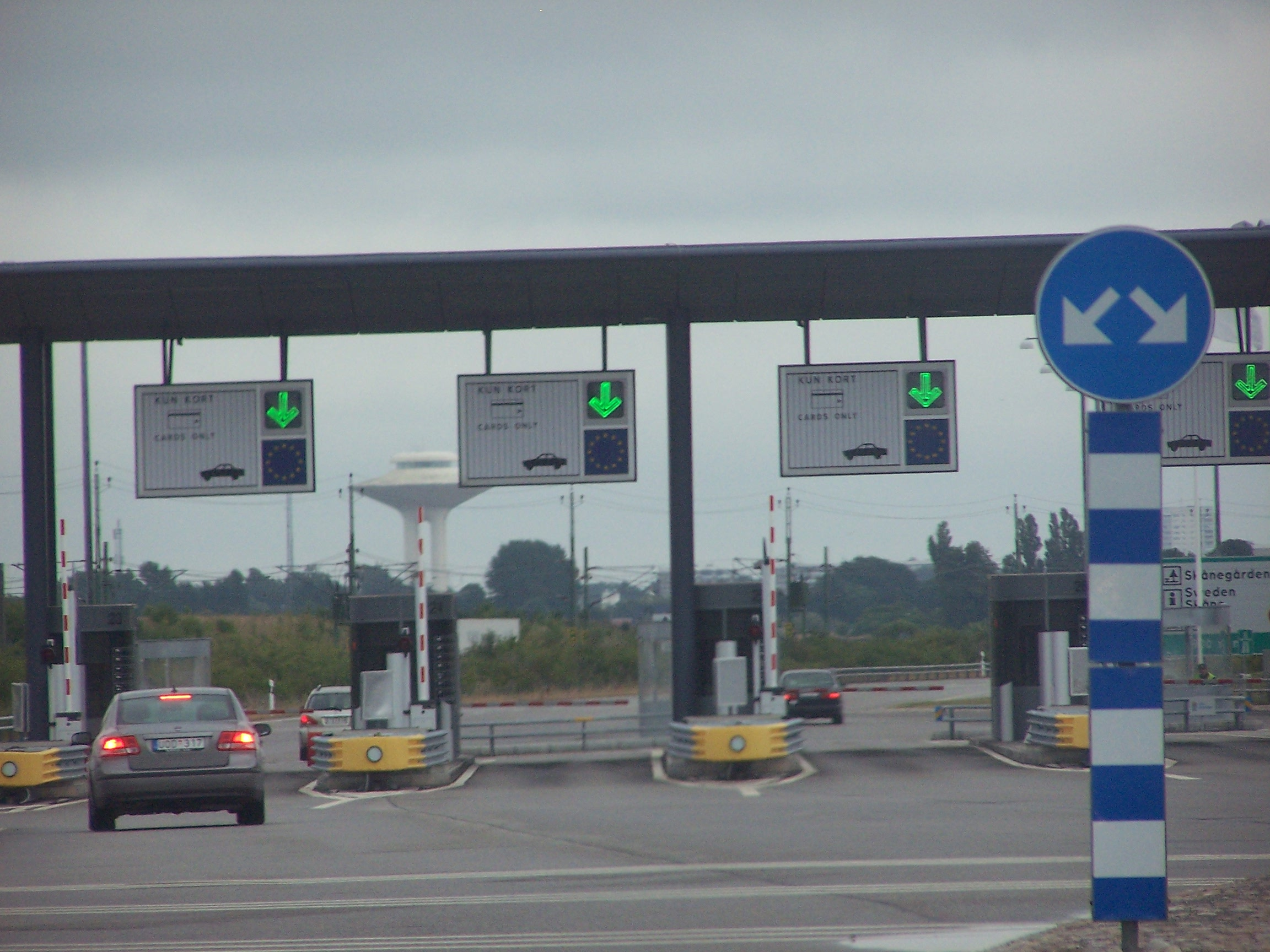
Cabinele de taxare

Costul pentru întreaga construcție a fost calculat la 404 milioane de euro.

## Imagini

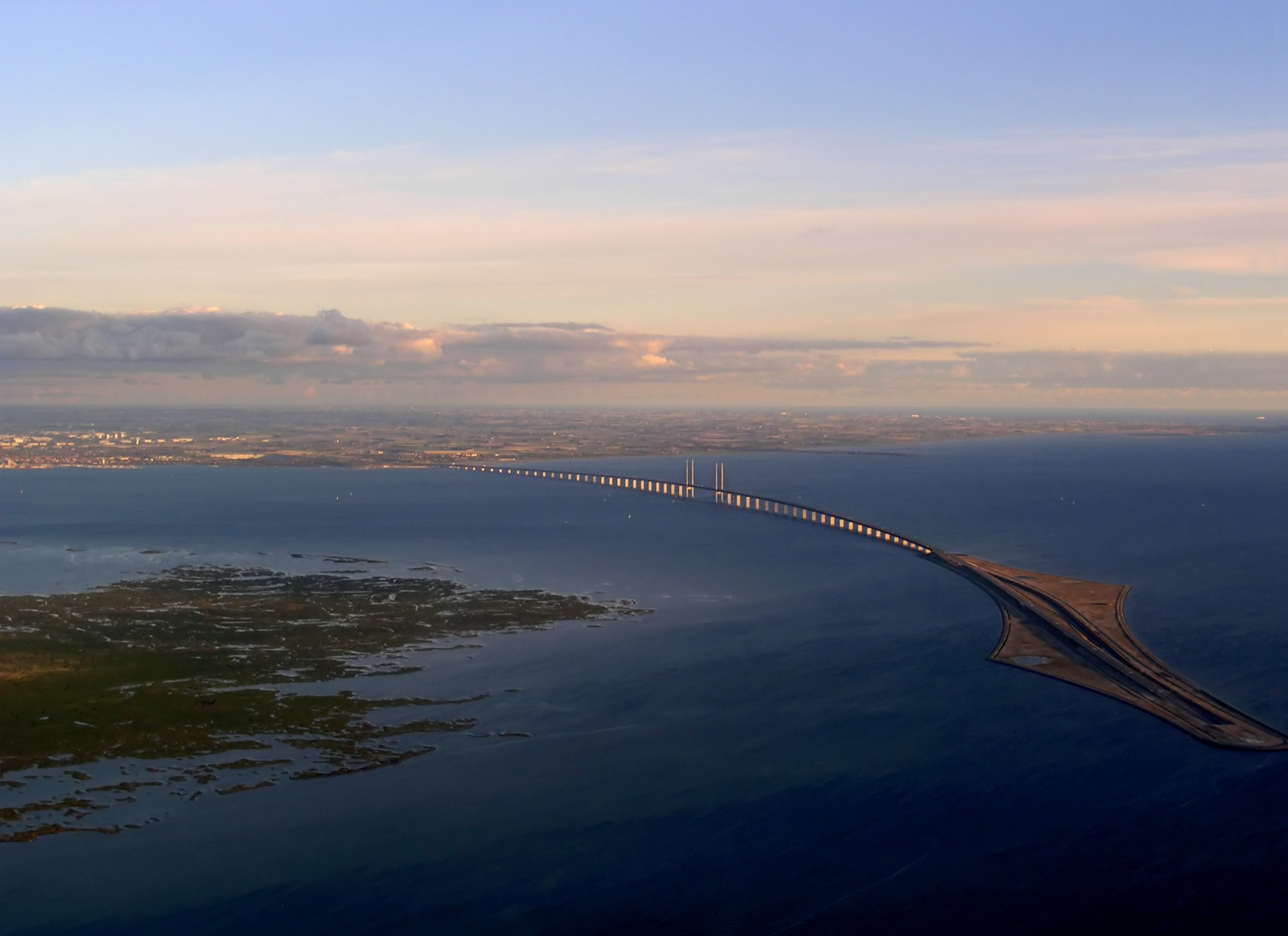
Insula Papperholm şi podul.
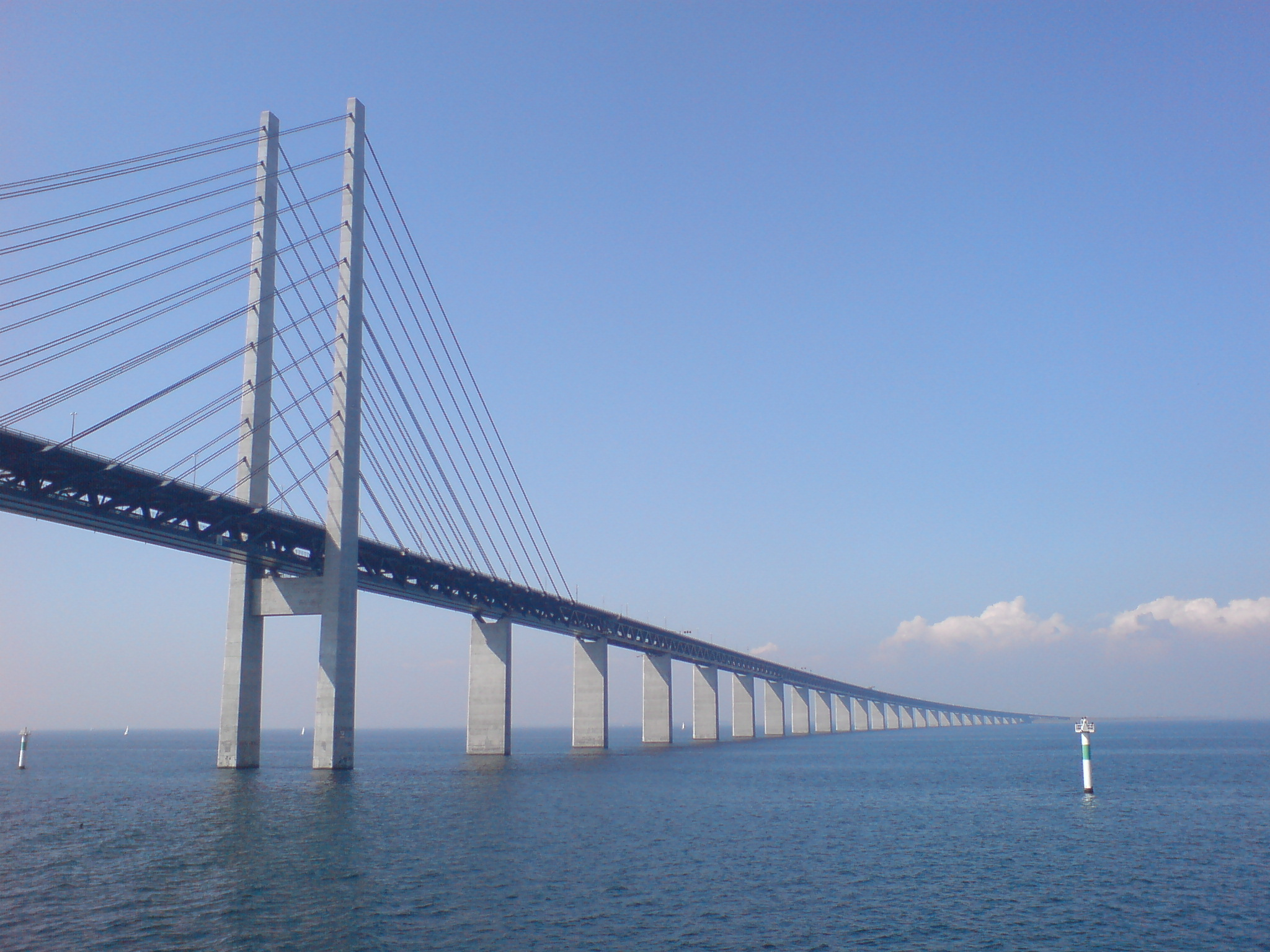
Podul văzut de pe un vapor.
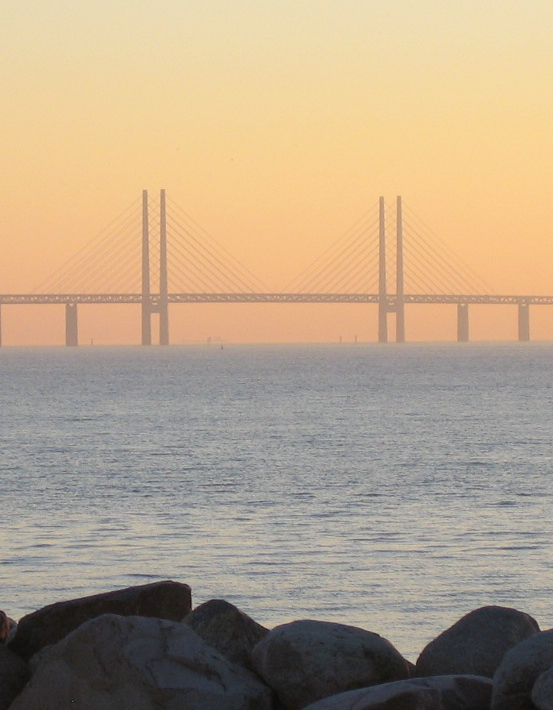
Podul văzut din depărtare.
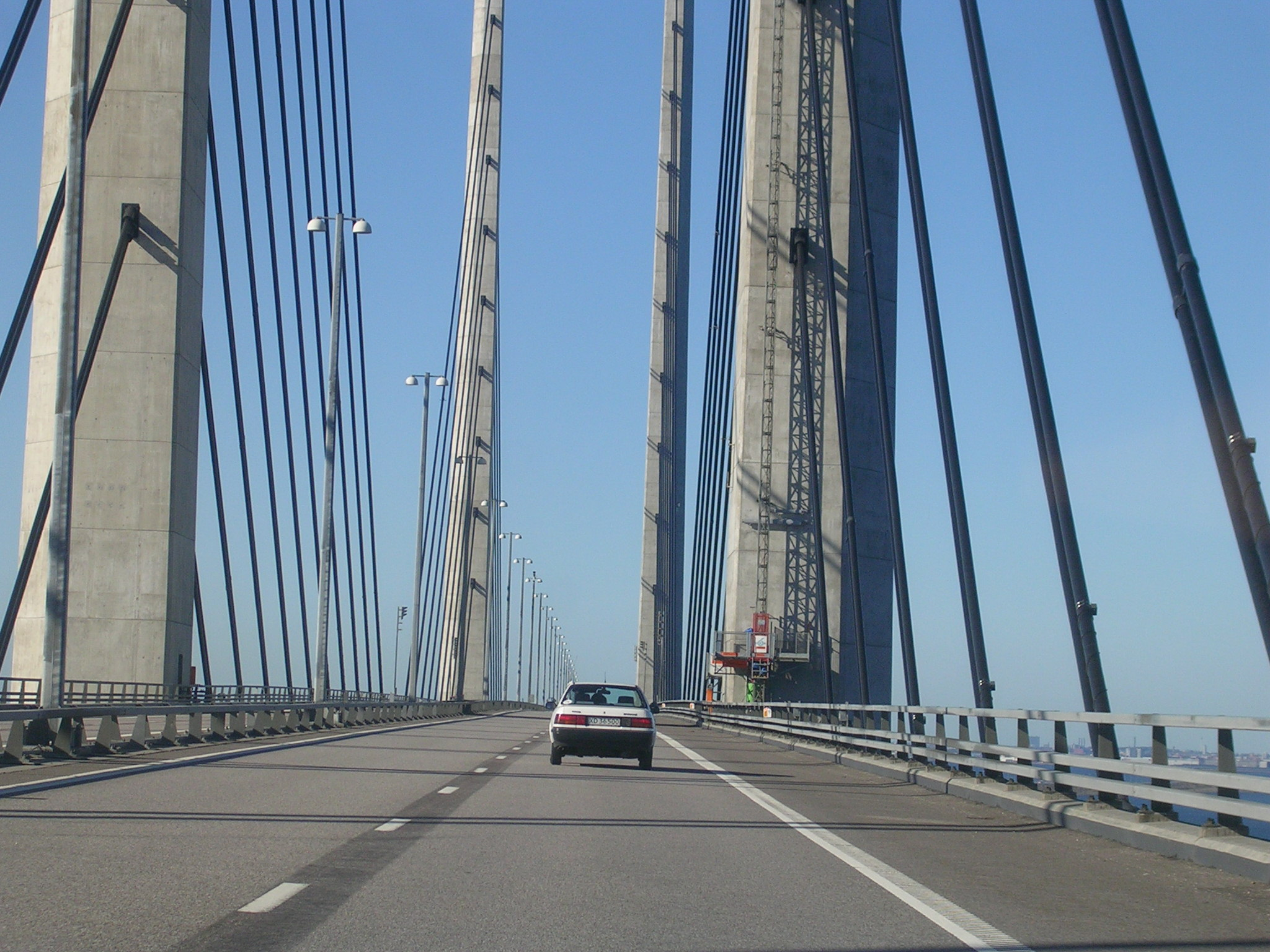
Pe pod.
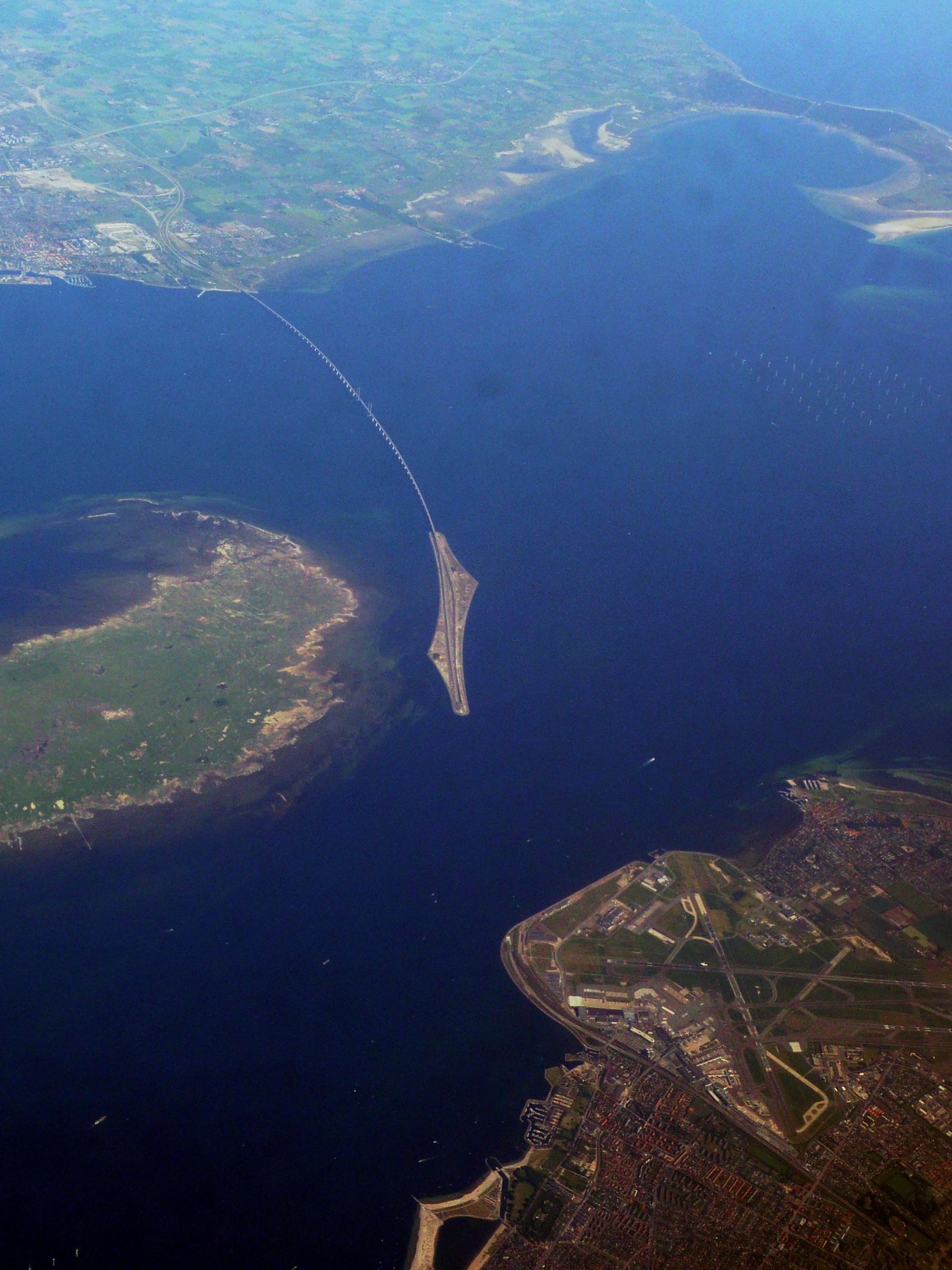
Imagine a podului de la îmălţime
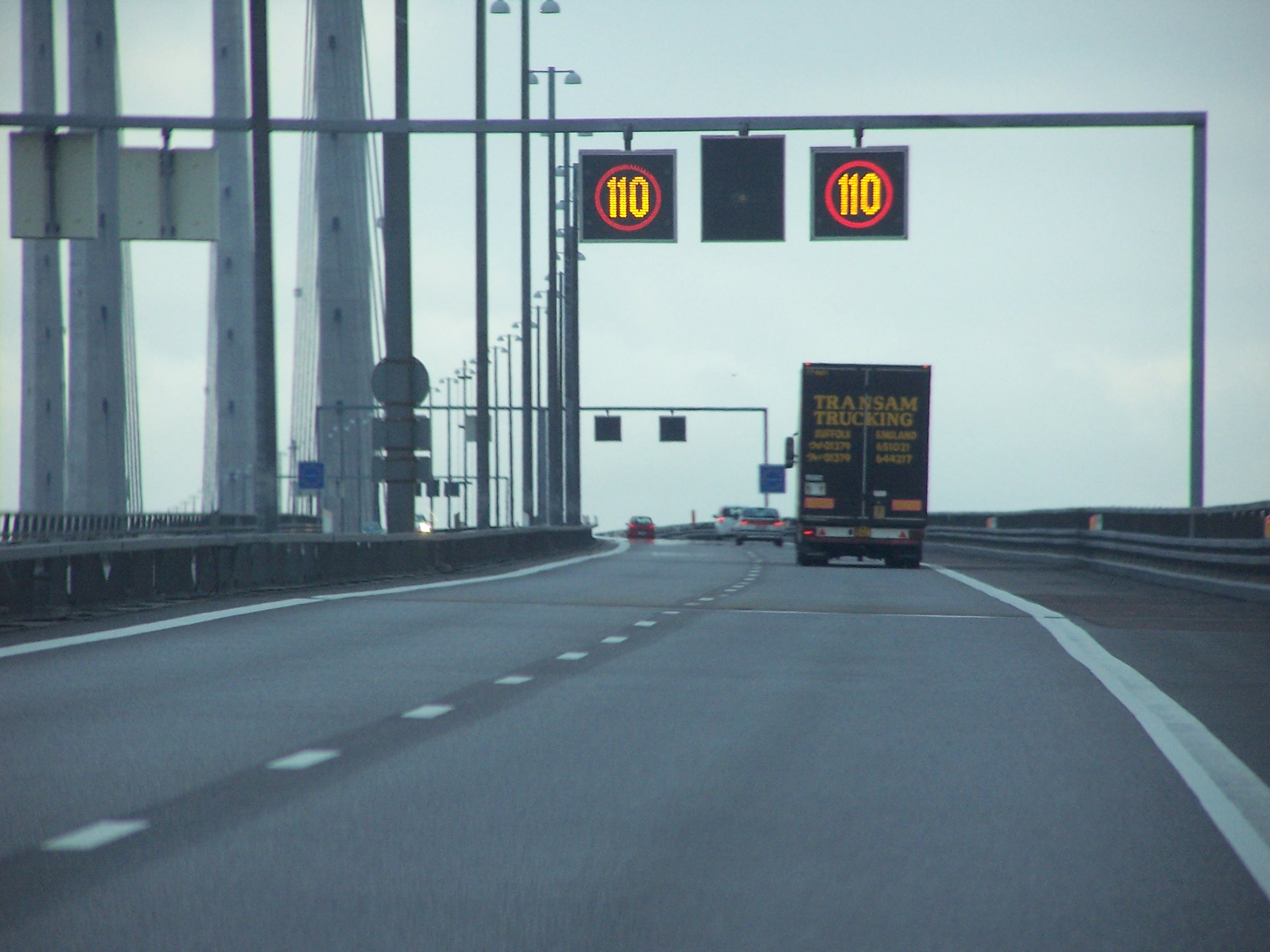
Pe pod.